# Моя подруга-олениха Ноко-тан
«Моя подруга-олениха Ноко-тан» (яп. しかのこのこのここしたんたん Сиканоконоконококоситантан, англ. My Deer Friend Nokotan) — манга за авторством Осиосио, публиковавшаяся с ноября 2019 по октябрь 2023 года в сёнэн-манга журнале Shōnen Magazine Edge издательства «Коданся». После прекращения выпуска манги она была перенесена на сайт «Коданся» Magazine Pocket в декабре того же года. Премьера аниме-телесериала, снятого студией Wit Studio, состоялась в июле 2024 года.

## Сюжет
Торако Коси — ученица второго класса старшей школы «Хино Минами». Чтобы скрыть своё прошлое главы женской банды, она выстраивает себе образ благопристойной примерной школьницы и становится председателем ученического совета. Но её новая идеальная жизнь превращается в хаос, когда она встречает Ноко Сиканоко, новую ученицу, которая на самом деле является оленем в человеческом обличии. Поневоле Торако становится проводником Ноко в человеческую жизнь и возглавляет созданный ей школьный клуб оленей. Торако изо всех сил пытается совместить свой образцовый школьный образ с причудливой деятельностью клуба.

## Персонажи
- Торако Коси (яп. 虎視 虎子 Коси Торако) / Коси-тан (яп. こしたん) — главная героиня, бывшая хулиганка и глава женской банды. Ныне старается вести правильную жизнь и соблюдает образ прилежной ученицы, опасаясь, что её секрет раскроют. Председатель ученического совета. Становится также главой клуба оленей из двух персон, так как деятельностью клуба указана забота об оленях, а Ноко и есть олень, о котором должен заботиться клуб. Романтична, в средней школе сочиняла стихи и песни, чего сейчас стыдится. Теряя самообладание, возвращается к бандитским привычкам. Глаза фиолетовые, волосы длинные, блондинка.

Сэйю: Саки Фудзита
- Ноко Сиканоко (яп. 鹿乃子 のこ Сиканоко Ноко) / Ноко-тан (яп. のこたん) — новая ученица в старшей школе «Хино Минами», мгновенно влюбила в себя класс Торако и стала называть её саму Коси-тан. Отличается от окружающих оленьими рогами (которые должны расти только у самцов) и нездоровым пристрастием к оленьему печенью (которым кормят оленей туристы в Наре). Демонстрирует необычные и даже жуткие способности вроде отделения рогов от головы и открытия черепной коробки (которой пользуется как, собственно, коробкой, мозга в ней нет). Может разговаривать с оленями. «Сика» в её фамилии значит «олень». Глаза карие, волосы короткие, каштановые.

Сэйю: Мэгуми Хан
- Анко Коси (яп. 虎視 餡子 Коси Анко) / Косиан (яп. こしあん) — сестра Торако, на два года младше неё. Яндэрэ, без ума от Торако. Узнав о том, что в жизни сестры появилась другая (Ноко-тан), попробовала её убить, но в итоге их состязание превратилось в викторину о Торако. Проиграв её, Анко наладила отношения с Ноко и пообещала пожизненно обеспечивать её оленьим печеньем, а в следующем учебном году, поступив в «Хино Минами», вступила в клуб оленей. Других пристрастий, кроме Торако, не имеет, но изучила множество способов убийства. Обычно молчалива и не проявляет эмоций. Глава фиолетовые, как и у сестры, волосы того же цвета, причёску носит такую же, как Торако.

Сэйю: Руи Танабэ
- Мэмэ Басямэ (яп. 馬車芽 めめ Басямэ Мэмэ) / Басямэ (яп. ばしゃめ) — одногодка Анко, вступает в клуб оленей вместе с ней в восхищении перед Ноко, давшей ей оленье печенье, когда она умирала от голода перед линейкой в начале учебного года. Участвует в клубе на правах оленя в обучении, но больше всего любит поесть, поэтому в дополнение к запасам оленьего печенья у кружка появилась рисоварка. Волосы короткие, зелёные, на макушке выглядят как росток.

Сэйю: Фука Идзуми

## Эпизоды
| №  | Название | Режиссёр                     | Автор сценария  | Премьера в Японии     |
| -- | --- | ---------------------------- | --------------- | --------------------- |
| 1  | Девочка встречает олениху «Га:ру ми:цу сика» (ガール・ミーツ・シカ)                                                             | Масахико Ота                 | Такаси Аосима   | 7 июля 2024 года      |
| 2  | Олениха встречает тёмную девочку «Сика ми:цу кура га:ру» (シカ・ミーツ・暗ガール)                                               | Масахито Отани               | Кэндзи Сугихара | 14 июля 2024 года     |
| 3  | Новая ученица: Басямэ «Басямэ ню:гаку» (ばしゃめ入学)                                                                           | Сёго Араи                    | Такамицу Коно   | 21 июля 2024 года     |
| 4  | Олений клуб под прицелом «Нэраварэта сика-бу» (狙われたシカ部)                                                                  | Кэн Санума                   | Ясунори Ямада   | 28 июля 2024 года     |
| 5  | Найди её слабость «Айцу но ёвами о нигирэ!!» (アイツの弱みをにぎれ!!)                                                           | Наоки Нориути                | Кэндзи Сугихара | 4 августа 2024 года   |
| 6  | Фестиваль летних оленей «Нацу но сика мацури» (夏のシカ祭り)                                                                    | Юёси Аоки                    | Такаси Аосима   | 11 августа 2024 года  |
| 7  | Олений показ, трансляция, гостеприимство и т.д. «Сикакорэ тока хайсин тока омотэнаси тока» (シカコレとか配信とかおもてなしとか) | Марина Маки                  | Такамицу Коно   | 18 августа 2024 года  |
| 8  | Прощай, старый олень! Привет, новый! «Юку сика, куру сика» (ゆくシカ、くるシカ)                                                 | Кэн Санума                   | Ясунори Ямада   | 25 августа 2024 года  |
| 9  | Подготовиться ко Дню Спорта! «Тайикусай о яритогэро!» (体育祭をやり遂げろ!)                                                     | Юрика Цусима                 | Кэндзи Сугихара | 1 сентября 2024 года  |
| 10 | Во всём виновата весна «Дзэмбу, хару но сэй…» (全部、春のせい…)                                                                 | Сёго Араи                    | Ясунори Ямада   | 8 сентября 2024 года  |
| 11 | Охотник и добыча «The Pursuer and the Pursued»                                                                                  | Дзэнъитиро Ито Дзиро Аримото | Такамицу Коно   | 15 сентября 2024 года |
| 12 | Прощай, Нокотан! Да здравствует олений клуб! «Сараба Нокотан!? Сика-бу ё эйэн ни» (さらばのこたん!? シカ部よ永遠に)             | Масахико Ота                 | Такаси Аосима   | 22 сентября 2024 года |

## Критика
В обзоре первых двух серий критик Anime News Network Кристофер Фаррис постарался соответствовать сериалу — начал его с абсурдных отсылок на фильм «Охотник на оленей» и попыток серьёзного психологического разбора оленей. Он отметил юмор сериала, заставивший его несколько раз прыснуть, но признался, что первая серия сильнее второй, так как зритель ещё не знает, чего ожидать. Слабой стороной аниме он назвал неровный темп повествования и шуток. Любимой частью сериала он назвал «идеальную» Торако.